# División de Honor femenina de balonmano 2019/20
Die División de Honor femenina de balonmano 2019/20 war die 63. Spielzeit der höchsten Spielklasse im spanischen Frauenhandball. Nach dem Hauptsponsor wurde sie Liga Guerreras Iberdrola genannt. Der Verband RFEBM war Ausrichter der Meisterschaft. Die Saison wurde wegen der COVID-19-Pandemie abgebrochen.

## Modus
Zwölf Teams traten in der Saison 2019/20 an.

## Tabelle bei Abbruch der Saison
| | Team                         | Punkte | Spiele | G  | U | V  | ET  | GT  | Diff. |
| --- | ---------------------------- | ------ | ------ | -- | - | -- | --- | --- | ----- |
| 1 | Super Amara Bera Bera        | 30     | 16     | 14 | 2 | 0  | 485 | 355 | 130   |
| 2 | Club Balonmano Elche         | 26     | 16     | 12 | 2 | 2  | 422 | 373 | 49    |
| 3 | Mecalia Atlético Guardés     | 23     | 16     | 10 | 3 | 3  | 394 | 365 | 29    |
| 4 | BMC Liberbank Gijón          | 22     | 16     | 10 | 2 | 4  | 449 | 417 | 32    |
| 5 | Rincón Fertilidad Málaga     | 16     | 16     | 8  | 0 | 8  | 413 | 428 | −15   |
| 6 | KH-7 BM. Granollers          | 16     | 16     | 7  | 2 | 7  | 438 | 440 | −2    |
| 7 | Aula Alimentos de Valladolid | 15     | 16     | 7  | 1 | 8  | 399 | 412 | −13   |
| 8 | Rocasa Gran Canaria          | 14     | 16     | 6  | 2 | 8  | 422 | 417 | 5     |
| 9 | Balonmano Salud Tenerife     | 10     | 16     | 4  | 2 | 10 | 410 | 456 | −46   |
| 10 | Zubileta Evolution BM. Zuazo | 10     | 16     | 4  | 2 | 10 | 399 | 432 | −33   |
| 11 | Conservas Orbe BM Porriño    | 7      | 16     | 2  | 3 | 11 | 379 | 436 | −57   |
| 12 | Helvetia BM. Alcobendas      | 3      | 16     | 1  | 1 | 14 | 349 | 428 | −79   |
| Quelle: Federación Española de Balonmano: Clasificación de la División de Honor Femenina (Liga Guerreras Iberdrola) |                              |        |        |    |   |    |     |     |       |